# Nafissatou
Nafissatou ist ein weiblicher Vorname.

## Herkunft und Bedeutung
Nafissatou ist eine westafrikanische Form des arabischen Vornamens Nafisa.

## Namensträgerinnen
- Nafissatou Niang Diallo (1941–1982), senegalesische Schriftstellerin
- Nafissatou Dia Diouf (* 1973), senegalesische Schriftstellerin
- Nafissatou Thiam (* 1994), belgische Leichtathletin (Siebenkampf)
- Nafissatou Yekini, beninische Fußballschiedsrichterassistentin